# Kableșkovo
Kableșkovo este un oraș în Bulgaria, situat în regiunea Burgas.

## Demografie
Componența etnică a orașului Kableșkovo
     Bulgari (67,97%)
     Romi (27,88%)
     Nicio identificare (3,21%)
     Altele (1,09%)
La recensământul din 2011, populația orașului Kableșkovo era de 2.926 locuitori. Din punct de vedere etnic, majoritatea locuitorilor (67,97%) erau bulgari, cu o minoritate de romi (27,88%). Pentru 3,21% din locuitori nu este cunoscută apartenența etnică.